# Julien Leclercq (regista)
Julien Leclercq (Somain, 7 agosto 1979) è un regista francese.

## Filmografia
- Transit - cortometraggio (2004)
- Chrysalis (2007)
- L'assalto (L'assaut) (2010)
- Gibraltar (2013)
- L'affaire SK1 (2015)
- Rapinatori (Braqueurs) (2016)
- The Bouncer - L'infiltrato (Lukas) (2018)
- La terra e il sangue (La terre et le sang) (2020)
- La sentinella (Sentinelle) (2021)
- Vite vendute (Le salaire de la peur) (2024)